# Пэк Кук Кун
Пэк Кук Кун (кор. 백국군, англ. Baek Kuk Kun, родился в 1979 году в Тондучхоне) — южно-корейский шорт-трекист, серебряный призёр чемпионата мира 1999 года. Окончил Корейский национальный спортивный университет на факультете физического воспитания.

## Спортивная карьера
Пэк Кук Кун начал кататься на коньках в возрасте 7-ми лет, когда был во втором классе начальной школы, и отличился в национальных соревнованиях в средней школе Тондучхона. В 1998 году он попал в юниорскую национальную сборную и на чемпионате мира в Сент-Луисе выиграл бронзовую медаль в беге на 1000 метров и занял в личном многоборье 6-е место.
Во время тренировки в Korea National Training Center он попал в серьезную аварию, в результате чего сломал ногу. Однако ему с трудом удалось восстановиться и в итоге он вернулся в сборную. В марте 1999 года он впервые выступил на международной арене, выступив на командном чемпионате мира в Сент-Луисе и заняв там 5-е место. Следом участвовал на чемпионате мира в Софии и выиграл серебряную медаль в эстафете, а в общем зачёте занял 35-е место.
На чемпионате Азии по шорт-треку 2001 года он выиграл серебро в беге на 500 метров, а на 82-м национальном Фестивале по зимним видам спорта победил на дистанциях 500 и 1000 метров. В октябре 2003 года Пэк, выступая с июня за команду мэрии Тондучхон, выиграл два золота на дистанциях 1000 и 1500 метров на 20-х национальных соревнованиях по шорт-треку в Сеуле. В январе 2005 года на 20 Кубке президента выиграл общий зачёт, установив новый рекорд соревнований в беге на 500 метров, а также выиграв дистанцию на 1500 метров.
После завершения карьеры работал тренером в Корейском национальном спортивном университете, на Олимпиаде в Сочи был назначен менеджером по оборудованию для катания на коньках и тренером мужской сборной. Он и сегодня тренирует высококвалифицированных конькобежцев.